# 1. FC Wolfsburg
Der 1. FC Wolfsburg ist ein Fußballverein aus dem Wolfsburger Stadtteil Köhlerberg. Die erste Mannschaft spielte zwölf Jahre in der höchsten niedersächsischen Amateurliga.

## Geschichte
Am 4. Juli 1945 wurde der Volkssport- und Kulturverein Wolfsburg gegründet, aus dem am 12. September 1945 der VfL Wolfsburg wurde. Einige unzufriedene Mitglieder der Fußballabteilung spalteten sich vom VfL ab und gründeten am 27. Dezember 1945 den 1. FC Wolfsburg. 

### Männer
Wenige Monate später standen sich der 1. FC und der VfL in einem Entscheidungsspiel um einen Platz in der Bezirksklasse gegenüber, welches der 1. FC mit 8:2 für sich entschied. Im Jahre 1951 stieg der 1. FC in die drittklassige Amateurliga 4 auf, in der man in der Premierensaison Vizemeister wurde. 1954 wechselte der Verein in die Amateurliga 7 und wurde prompt Meister. Ein 3:2-Sieg in der Aufstiegsrunde über den SV Alfeld brachte den Aufstieg in die Amateuroberliga Niedersachsen-Ost. Nach zwei Jahren folgte der Abstieg in die Amateurliga. Im Jahre 1960 wurde der 1. FC erneut Meister und setzte sich in der Aufstiegsrunde durch. Zurück im niedersächsischen Oberhaus erreichte der 1. FC Rang vier und stand aufgrund des besseren Torquotienten vor dem punktgleichen Nachbarn VfL. Es war das letzte Mal, dass der 1. FC in der Tabelle vor dem VfL stand.
Im Jahre 1964 gelang die Qualifikation für die eingleisige Landesliga Niedersachsen. Dort wurde man 1966 Vizemeister und zog in die Aufstiegsrunde zur Regionalliga Nord ein. Kurz vor dessen Beginn verabschiedete sich Trainer Imre Farkaszinski zum VfL und hinterließ eine verunsicherte Mannschaft, die das Entscheidungsspiel gegen den SC Sperber Hamburg mit 2:3 nach Verlängerung verlor. Ein Jahr später erreichte der 1. FC erneut die Aufstiegsrunde, war dieses Mal jedoch chancenlos. 1969 gelang der Klassenerhalt nur, weil Leu Braunschweig und Olympia Wilhelmshaven den Aufstieg in die Regionalliga schafften. Ein Jahr später war der 1. FC chancenlos und stieg mit 138 Gegentoren ab. Tiefpunkt war eine 2:15-Niederlage gegen die Amateure von Hannover 96. Nach einem weiteren Abstieg stand der 1. FC in der Bezirksliga, schaffte 1972 aber den Wiederaufstieg in die Verbandsliga Ost, die 1977 wieder nach unten verlassen werden musste. 
In den 1980er Jahren pendelte der Verein zwischen Bezirksoberliga und Bezirksliga, ehe eine Talfahrt einsetzte, die den 1. FC Wolfsburg 1991 in die Kreisliga führte. Im Jahre 1996 gelang der Aufstieg in die Bezirksklasse, dem zwei Jahre später der Aufstieg in die Bezirksliga folgte. Es dauerte bis 2006, ehe der Sprung in die Bezirksoberliga Braunschweig gelang. Aus dieser stieg die Mannschaft 2008 ab und spielte dann in der Bezirksliga Braunschweig 1. Aus dieser stiegen die Wolfsburger 2023 ab und zogen vor Beginn der Kreisligasaison 2023/24 ihre Mannschaft zurück.

### Frauen
Im Jahr 2014 gründete der 1. FC Wolfsburg zudem eine Frauenmannschaft, die in der Saison 2014/15 in der Kreisliga Wolfsburg startete. Gleich in ihrer ersten Saison erreichte die Mannschaft den Aufstieg in die Bezirksliga. Im Jahre 2019 gelang der Aufstieg in die Landesliga Braunschweig.

## Persönlichkeiten
- Wolfgang Dramsch
- Imre Farkasinski
- Klaus Gerwien
- Mike Könnecke
- Kurt Pennewitz
- Dieter Thun